# DVR-MS
DVR-MS (Microsoft Digital Video Recording) ist ein Container-Dateiformat von Aufzeichnungen im Windows Media Center von Windows. Dieses Dateiformat beinhaltet eine MPEG-2-Video-Datei mit angehängter MPEG-2-Audio-Datei. 
Dieses Dateiformat wurde von Microsoft entwickelt.

## Verwendung
Die Fernsehaufzeichnungen des Windows Media Centers in Betriebssystem Windows tragen diese Endung. Eine Datenrate bis 20 Megabit pro Sekunde wird unterstützt. Es kann im Windows Media Player ab Version 9, welcher im Service Pack 1 für Windows XP enthalten ist, in  Verbindung mit einem zusätzlichen DVD-Decoder wiedergegeben werden.

## Geschichte
Dieses Dateiformat wurde zum ersten Mal in der Windows XP Media Center Edition eingesetzt. In Windows XP (Home oder Professional) ist dieses Format erst ab Service Pack 1 enthalten. In Windows Vista wurde es durch das Format Microsoft Windows aufgezeichnetes TV-Programm, auch Windows TV-Datei (Dateiendung: wtv) (englisch: Windows Media Center Record File) genannt abgelöst.

## Weblink
- Erklärung des Dateiformats DVR-MS (englisch)